# Warsaw Eagles

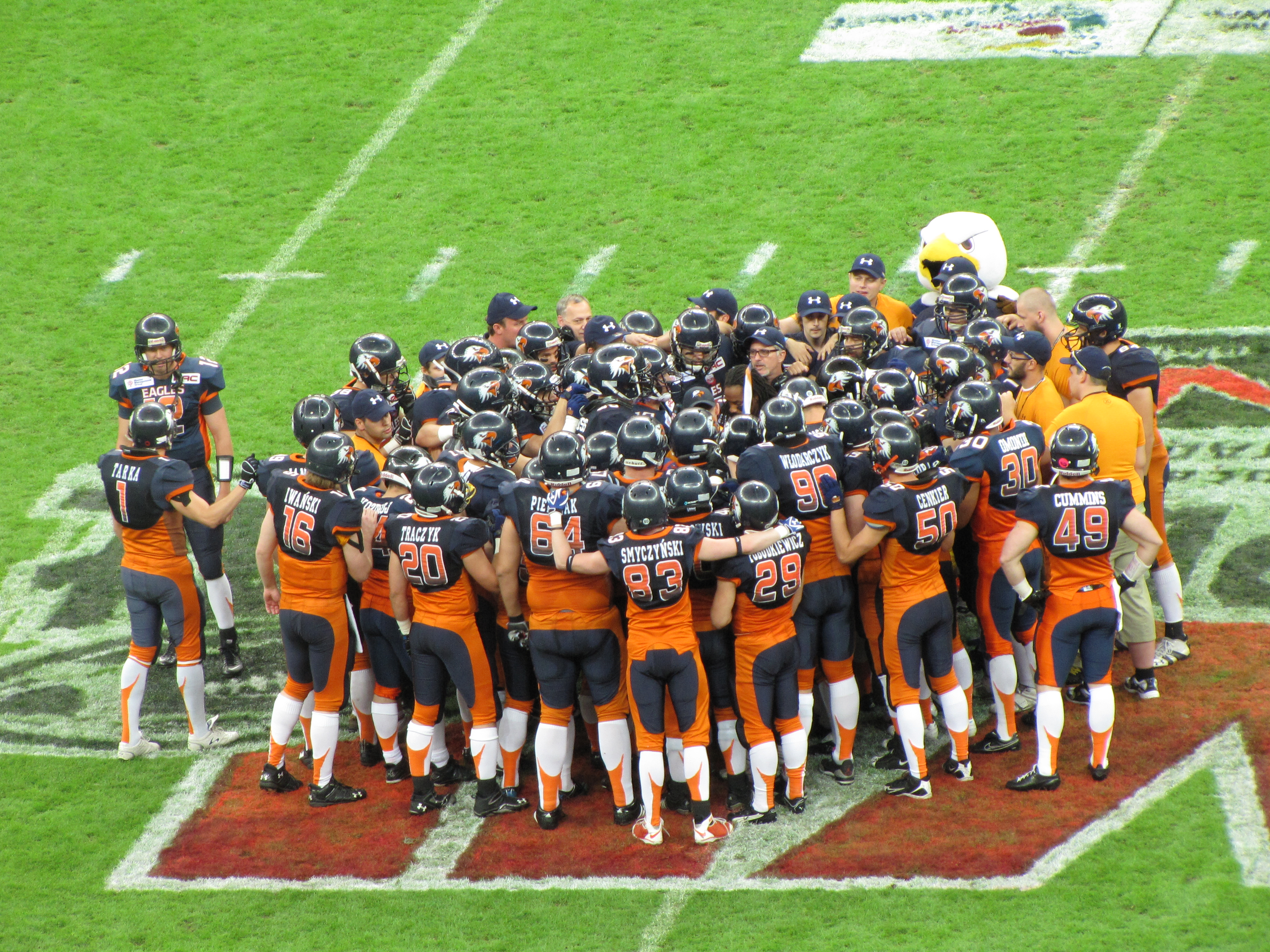
Warsaw Eagles en la Polish Bowl de 2012.

Warsaw Eagles (equivalente a Águilas de Varsovia en español) es un equipo de fútbol americano de Varsovia, Mazovia (Polonia), siendo el segundo equipo más laureado del país con dos títulos, detrás de Wrocław Giants, que poseen tres campeonatos ganados. 

## Historia
El equipo fue fundado de 1999 por un grupo de entusiastas polacos de la National Football League (NFL) de los Estados Unidos, concretamente Jędrzej Staszewski, Piotr Gorzkowski, Jan Kowalski, Grzegorz Mikula, y Tomasz Kozankiewicz, que son considerados como los fundadores del club. 
En 2004 el club compró el equipo deportivo profesional por primera vez, para poder enfrentarse a su primer adversario: los Fireballs Wielkopolska. El primer partido se jugó el 17 de diciembre de 2004 en Poznań. En 2006, junto con 1. KFA Wielkopolska, Pomorze Seahawks (actualmente denominados los Gdynia Seahawks) y Crew Wrocław (actualmente Wrocław Giants), el equipo debutó en la primera edición de la Liga Polaca de Fútbol Americano y, gracias a vencer la gran mayoría de todos los partidos, ganando el primer título del Campeonato de la Polish Bowl. Los Eagles se enfrentaron para ganar el título de nuevo en 2008 derrotando a The Crew Wrocław 26:14, venciendo al equipo y obteniendo su segundo triunfo.

## Palmarés
- Liga Polaca de Fútbol Americano: 2 campeonatos (2006, 2008).